# Yubert Lemos
Yubert Lemos Morais (Melo, 12 de junio de 1962) es un exfutbolista uruguayo. Destacado en su paso por el Club Nacional de Football, equipo con el que obtuvo la Copa Libertadores y la Copa Intercontinental en 1988.

## Palmarés

### Campeonatos nacionales
| Título              | Club     | País    | Año  |
| ------------------- | -------- | ------- | ---- |
| Campeonato Uruguayo | Nacional | Uruguay | 1992 |

### Copas internacionales
| Título                | Club     | País    | Año  |
| --------------------- | -------- | ------- | ---- |
| Copa Libertadores     | Nacional | Uruguay | 1988 |
| Copa Intercontinental | Nacional | Uruguay | 1988 |